# ميرتشا ستان
ميرتشا ـستان (بالرومانية: Mircea Stan)‏ (3 أغسطس 1977 ببوخارست في رومانيا - ) هو لاعب كرة قدم روماني في مركز الدفاع. لعب مع جامعة كلوج وزمبرو تشيسيناو ونادي براشوف ونادي ميوفيني ‏ ونادي فارول كونستانتسا وأرغيس بيتيشت ‏.

## وصلات خارجية
- ميرتشا ـستان على موقع قاعدة بيانات كرة القدم.إي يو (الإنجليزية)
- ميرتشا ـستان على موقع Soccerway.com (الإنجليزية)